# هنری کابوت لاج
هنری کابوت لاج (به انگلیسی: Henry Cabot Lodge) سناتور سابق عضو حزب جمهوری‌خواه ایالات متحده آمریکا بود. وی در سال ۱۸۹۳ تا ۱۹۲۴ میلادی سناتور ایالت ماساچوست در سنای ایالات متحده آمریکا بود.